# Adolf Ehrnrooth
Adolf Erik Ehrnrooth (9 de febrero de 1905 - 26 de febrero de 2004) fue un general finés.

## Biografía
Ehrnrooth entró en la escuela de cadetes en 1922 y sirvió en el Regimiento de Dragones de Uusimaa (Uudenmaan Rakuunarykmentti).
Durante la Guerra de Invierno sirvió en el estado mayor de la 7.ª División y en la Brigada de Caballería. Desde el comienzo de la Guerra de Continuación sirvió como jefe del estado mayor de la 2.º División hasta que fue gravemente herido. Luego de recuperarse fue designado para conducir al 7.º Regimiento de Infantería (JR 7) de la segunda división. Durante la batalla del Istmo de Carelia fue premiado con la Cruz Mannerheim.
Después de la guerra, llevó una activa carrera militar hasta su retiro en 1965.
Adolf Ehrnrooth es la cara y voz más asociada con la rehabilitación de los combatientes que aseguraron la independencia de Finlandia. La larga era durante la cual no se valoraba a los militares, terminó en la década de los 90, cuando la popularidad de Ehrnrooth comenzó a crecer.
Llegó a ser uno de los líderes de los veteranos de guerra. Cuando se dio cuenta de que muchos jóvenes nacionalistas lo tenían como ídolo, arremetió en contra de ellos diciendo qué en su juventud, él también tuvo ideas nacionalistas, pero que ahora el camino de Finlandia estaba fijado en la Unión Europea, idea que los jóvenes nacionalistas no permitían.
Las autoridades, encontraron en el modelo de sus discursos, un rico cimiento. Para ellos fue una de sus voces indispensables.
En su última declaración pública apoyó a ProKarelia (Organización no gubernamental finlandesa), mostró su plan para recuperar los Territorios Cedidos, defendió los límites de Finlandia declarados en el Tratado de Tartu, considerándolos como los límites reales de Finlandia, y demostrando que era una injusticia que la Unión Soviética se hubiera apropiado de estos territorios.
En 2004, el General Ehrnrooth fue votado como el 4.º Finés más Grande de Todos los Tiempos, por el público finés, durante el show de televisión Suuret suomalaiset (Gran Finés).